# Soteska pri Moravčah
Soteska pri Moravčah – wieś w Słowenii, w gminie Moravče. W 2018 roku liczyła 94 mieszkańców.